# John Glenn
John Herschel Glenn Jr. (Cambridge, Ohio, 18. srpnja 1921.— Columbus, Ohio, 8. prosinca, 2016.), bivši američki astronaut i političar. 
John Glenn je bio treći Amerikanac u svemiru i prvi koji je ostvario orbitalni let, sa svemirskim brodom Friendship 7 iz programa Mercury. Svoj drugi let u svemir ostvario je tek 1998. godine sa Space Shuttleom Discovery postavši u 77. godini života najstariji čovjek u svemiru. Bio je senator savezne države Ohio od 1975. do 1999. godine.